# Northrop Grumman X-47A Pegasus
Northrop Grumman X-47 là một mẫu trình diễn máy bay chiến đấu không người lái (UCAV). X-47 là một phần thuộc chương trình J-UCAS của DARPA, và hiện nay là một phần của chương trình UCAS-D của Hải quân Hoa Kỳ, nhằm chế tạo máy bay không người lái hoạt động trên tàu sân bay.

## Biến thể
- X-47A
- X-47B
- X-47C.[1]

## Tính năng kỹ chiến thuật (X-47A)
Đặc điểm tổng quát
- Tổ lái: 0
- Chiều dài: 27,9 ft (8,5 m)
- Sải cánh: 27,8ft (8,465 m)
- Chiều cao: 6 ft 1 in (1,86 m)
- Trọng lượng rỗng: 3.836 lb (1.740 kg)
- Trọng lượng có tải: 4.877 lb (2.212 kg)
- Trọng lượng cất cánh tối đa: 5.903 lb (2.678 kg)
- Động cơ: 1 × Pratt & Whitney Canada JT15D-5C kiểu turbofan, 3.190 lbf (14,2 kN)

 Hiệu suất bay 
- Vận tốc cực đại: "high subsonic"
- Vận tốc hành trình: "high subsonic"
- Tầm bay: 1.500+ hải lý (2.778+ km)
- Trần bay: 40.000+ ft (12.192+ m)
- Lực đẩy/trọng lượng: 0,65